# Società Polisportiva Ars et Labor 1964-1965
Questa pagina raccoglie le informazioni riguardanti la Società Polisportiva Ars et Labor  nelle competizioni ufficiali della stagione 1964-1965.

## Stagione
Dopo la retrocessione, l'esperienza in cadetteria dura una sola stagione: nel 1964-1965 il ritorno in Serie A è immediato. Intorno al capitano Oscar Massei c'è uno zoccolo duro rappresentato da Eugenio Bruschini, Gianfranco Bozzao, Osvaldo Riva, Osvaldo Bagnoli, Dante Crippa e il bomber Enrico Muzzio che metterà a segno 13 reti.
Alle fortune di stagione della SPAL contribuiscono in maniera decisiva i giovani, lanciati quando le cose sembravano non mettersi per il verso giusto. A Luigi Pasetti e Fabio Capello si aggiungono il centrocampista Edoardo Reja, il difensore Maurizio Moretti, il mediano Arturo Bertuccioli e l'attaccante Franco Pezzato che durante la sua lunga militanza biancazzurra realizzerà 81 reti in campionato e 12 in Coppa Italia, terzo realizzatore di tutti i tempi dietro a Mario Romani con 129 reti e Aldo Barbieri con 92.
La giovane punta veneziana debutta realizzando la rete della vittoria sul Brescia che il 2 maggio segna la svolta della stagione, portando la SPAL al terzo posto valevole la promozione, alle spalle dello stesso Brescia e del Napoli. In Coppa Italia, superata la Fiorentina al primo turno, gli estensi si fermano al secondo a vantaggio del Cagliari di Gigi Riva.

## Rosa
| N. |                   | Ruolo | Calciatore              |
| -- | ----------------- | ----- | ----------------------- |
|    | Italia (bandiera) | C     | Osvaldo Bagnoli         |
|    | Italia (bandiera) | D     | Costanzo Balleri        |
|    | Italia (bandiera) | D     | Renato Bellei           |
|    | Italia (bandiera) | C     | Arturo Bertuccioli      |
|    | Italia (bandiera) | D     | Gianfranco Bozzao       |
|    | Italia (bandiera) | P     | Eugenio Bruschini       |
|    | Italia (bandiera) | P     | Gabriele Cantagallo     |
|    | Italia (bandiera) | C     | Fabio Capello           |
|    | Italia (bandiera) | A     | Dario Cavallito         |
|    | Italia (bandiera) | D     | Sergio Cervato          |
|    | Italia (bandiera) | A     | Dante Crippa            |
|    | Italia (bandiera) | A     | Gianfranco De Bernardi  |
|    | Italia (bandiera) | D     | Bruno Onorato Fochesato |

| N. |                      | Ruolo | Calciatore       |
| -- | -------------------- | ----- | ---------------- |
|    | Italia (bandiera)    | C     | Sergio Frascoli  |
|    | Argentina (bandiera) | C     | Oscar Massei     |
|    | Italia (bandiera)    | D     | Maurizio Moretti |
|    | Italia (bandiera)    | A     | Enrico Muzzio    |
|    | Italia (bandiera)    | A     | Carlo Novelli    |
|    | Italia (bandiera)    | D     | Gennaro Olivieri |
|    | Italia (bandiera)    | D     | Luigi Pasetti    |
|    | Italia (bandiera)    | A     | Franco Pezzato   |
|    | Italia (bandiera)    | D     | Roberto Ranzani  |
|    | Italia (bandiera)    | C     | Edoardo Reja     |
|    | Italia (bandiera)    | D     | Osvaldo Riva     |
|    | Italia (bandiera)    | C     | Marcello Scali   |
|    | Italia (bandiera)    | A     | Mario Zimolo     |
|    | Italia (bandiera)    | A     | Giacomo Corna    |

## Risultati

### Serie B

#### Girone di andata
| Arbitro: | Camozzi (Porto d'Ascoli) |

|                                                   |           |             |
| Bagnoli 29’ Muzzio 77’ Cavallito 83’ Olivieri 87’ | Marcatori | 47’ Sartore |

| Arbitro: | Sebastio (Taranto) |

|                     |           |  |
| Deasti 28’ Tomy 75’ | Marcatori |  |

| Arbitro: | Gussoni (Tradate) |

|                                        |           |  |
| Frascoli 43’ Bagnoli 51’ Cavallito 74’ | Marcatori |  |

| Napoli 4 ottobre 1964 4ª giornata | Napoli         | 0 – 0 | SPAL | Stadio San Paolo\| Arbitro: \| Pieroni (Roma) \| |
| Arbitro:                          | Pieroni (Roma) |       |      |                                                  |

| Palermo 11 ottobre 1964 5ª giornata | Palermo          | 0 – 0 | SPAL | Stadio La Favorita\| Arbitro: \| Gonella (Torino) \| |
| Arbitro:                            | Gonella (Torino) |       |      |                                                      |

| Arbitro: | Orlando (Bergamo) |

|               |           |  |
| Cavallito 49’ | Marcatori |  |

| Arbitro: | Barolo (Bassano del Grappa) |

|                 |           |                    |
| Bruschettini 3’ | Marcatori | 18’, 29’ Novelli I |

| Arbitro: | Pieroni (Roma) |

|             |           |          |
| Bagnoli 50’ | Marcatori | 28’ Joan |

| Arbitro: | Bigi (Padova) |

|            |           |             |
| Massei 55’ | Marcatori | 41’ Taccola |

| Arbitro: | Politano (Cuneo) |

|                                             |           |  |
| Azzimonti 9’ Fracassa 33’ Massei 82’ (aut.) | Marcatori |  |

| Ferrara 29 novembre 1964 11ª giornata | SPAL             | 0 – 0 | Alessandria | Stadio Comunale\| Arbitro: \| Piantoni (Terni) \| |
| Arbitro:                              | Piantoni (Terni) |       |             |                                                   |

| Arbitro: | Bernardis (Trieste) |

|                         |           |  |
| De Paoli 23’ Pagani 87’ | Marcatori |  |

| Livorno 13 dicembre 1964 13ª giornata | Livorno                     | 0 – 0 | SPAL | Stadio Comunale\| Arbitro: \| Barolo (Bassano del Grappa) \| |
| Arbitro:                              | Barolo (Bassano del Grappa) |       |      |                                                              |

| Ferrara 20 dicembre 1964 14ª giornata | SPAL                | 0 – 0 | Padova | Stadio Comunale\| Arbitro: \| Schinetti (Brescia) \| |
| Arbitro:                              | Schinetti (Brescia) |       |        |                                                      |

| Arbitro: | Vitullo (Roma) |

|            |           |  |
| Massei 45’ | Marcatori |  |

| Trani 10 gennaio 1965 16ª giornata | Trani              | 0 – 0 | SPAL | Stadio Comunale\| Arbitro: \| Frullini (Firenze) \| |
| Arbitro:                           | Frullini (Firenze) |       |      |                                                     |

| Arbitro: | Gonella (Torino) |

|                       |           |  |
| Muzzio 19’ Massei 22’ | Marcatori |  |

| Catanzaro 24 gennaio 1965 18ª giornata | Catanzaro      | 0 – 0 | SPAL | Stadio Comunale\| Arbitro: \| Monti (Ancona) \| |
| Arbitro:                               | Monti (Ancona) |       |      |                                                 |

| Arbitro: | Fogliamanzillo (Torre Annunziata) |

|                        |           |                                    |
| Fochesato 1’ Muzzio 6’ | Marcatori | 20’ Bercellino 49’, 77’ Boninsegna |

#### Girone di ritorno
| Arbitro: | Gonella (Torino) |

|  |           |                               |
|  | Marcatori | 13’, 19’ Cavallito 65’ Muzzio |

| Arbitro: | Acernese (Roma) |

|                                 |           |          |
| Massei 34’ (rig.) Cavallito 82’ | Marcatori | 33’ Tomy |

| Arbitro: | Marengo (Chiavari) |

|            |           |  |
| Gentili 8’ | Marcatori |  |

| Ferrara 28 febbraio 1965 23ª giornata | SPAL                        | 0 – 0 | Napoli | Stadio Comunale\| Arbitro: \| Barolo (Bassano del Grappa) \| |
| Arbitro:                              | Barolo (Bassano del Grappa) |       |        |                                                              |

| Arbitro: | Carminati (Milano) |

|                                       |           |                             |
| Novelli I 46’ Muzzio 71’ Olivieri 89’ | Marcatori | 47’ Tinazzi 82’ Postiglione |

| Arbitro: | Monti (Ancona) |

|                         |           |                 |
| Santon 12’ Mencacci 73’ | Marcatori | 27’, 47’ Muzzio |

| Arbitro: | Nobilia (Roma) |

|             |           |  |
| Bagnoli 54’ | Marcatori |  |

| Arbitro: | Gonella (Torino) |

|          |           |  |
| Joan 89’ | Marcatori |  |

| Arbitro: | Righetti (Torino) |

|            |           |            |
| Cristin 4’ | Marcatori | 14’ Muzzio |

| Arbitro: | Monti (Ancona) |

|               |           |  |
| Cavallito 61’ | Marcatori |  |

| Arbitro: | Pieroni (Roma) |

|                               |           |  |
| Bettini 57’ Di Cristofaro 87’ | Marcatori |  |

| Arbitro: | De Marchi (Pordenone) |

|                        |           |            |
| Muzzio 22’ Pezzato 30’ | Marcatori | 42’ Pagani |

| Arbitro: | Rancher (Roma) |

|            |           |  |
| Massei 60’ | Marcatori |  |

| Arbitro: | D'Agostini (Roma) |

|  |           |            |
|  | Marcatori | 11’ Muzzio |

| Arbitro: | Barolo (Bassano del Grappa) |

|  |           |            |
|  | Marcatori | 79’ Muzzio |

| Ferrara 30 maggio 1965 35ª giornata | SPAL            | 0 – 0 | Trani | Stadio Comunale\| Arbitro: \| Acernese (Roma) \| |
| Arbitro:                            | Acernese (Roma) |       |       |                                                  |

| Arbitro: | De Marchi (Pordenone) |

|  |           |                       |
|  | Marcatori | 62’ Crippa 75’ Muzzio |

| Arbitro: | Angonese (Mestre) |

|                       |           |  |
| Muzzio 74’ Crippa 82’ | Marcatori |  |

| Arbitro: | D'Agostini (Roma) |

|                              |           |            |
| Carrera 2’ S. Bercellino 45’ | Marcatori | 8’ Bagnoli |

### Coppa Italia
| Arbitro: | Barolo (Bassano del Grappa) |

|                                      |           |  |
| Cavallito 19’ Massei 43’ (rig.), 79’ | Marcatori |  |

| Arbitro: | Marengo (Chiavari) |

|          |           |  |
| Riva 54’ | Marcatori |  |